# Torneo de Sofía 2021
El Sofia Open 2021 será un evento de tenis de la ATP Tour 250 serie. Se disputó en Sofía, Bulgaria en el Arena Armeets desde el 27 de septiembre hasta el 3 de octubre de 2021.

## Distribución de puntos
| Modalidad            | Campeón | Finalista | Semifinales | Cuartos de final | 2ª ronda | 1ª ronda | Clasificados | 2ª ronda de clasificación | 1ª ronda de clasificación |
| Individual masculino | 250     | 165       | 100         | 50               | 25       | 0        | 13           | 7                         | 0                         |
| Dobles masculino     | 250     | 150       | 90          | 45               | 20       | 0        | -            | -                         | -                         |

## Cabezas de serie

### Individuales masculino
| Tenista              | Ranking | Preclasificado |
| Jannik Sinner        | 14      | 1              |
| Gaël Monfils         | 20      | 2              |
| Álex de Miñaur       | 21      | 3              |
| Aleksandr Búblik     | 34      | 4              |
| Filip Krajinović     | 37      | 5              |
| Adrian Mannarino     | 43      | 6              |
| Alejandro Davidovich | 45      | 7              |
| John Millman         | 48      | 8              |

- Ranking del 20 de septiembre de 2021.[2]

### Dobles masculino
| Tenistas                        | Ranking | Preclasificado |
| Henri Kontinen Ben McLachlan    | 81      | 1              |
| Tomislav Brkić Nikola Čačić     | 93      | 2              |
| Oliver Marach Philipp Oswald    | 95      | 3              |
| Luke Saville John-Patrick Smith | 97      | 4              |

## Campeones

### Individual masculino
Jannik Sinner venció a  Gaël Monfils por 6-3, 6-4

### Dobles masculino
Jonny O'Mara /  Ken Skupski vencieron a  Oliver Marach /  Philipp Oswald por 6-3, 6-4